# Andreas Christoph Schmidt
Andreas Christoph Schmidt (* 27. April 1957 in Herten) ist ein deutscher Autor, Regisseur und Produzent, der am Theater inszenierte, auch einige Spielfilme drehte, sich aber vorwiegend mit Dokumentarfilmen einen Namen gemacht hat. Seine Produktionen wurden mehrfach ausgezeichnet. 2007, 2017 sowie 2021 erhielt er jeweils einen Adolf-Grimme-Preis.

## Biografie
Schmidt studierte Geschichte, Slawistik und Philosophie in Hamburg und Münster und war ab 1985 Stipendiat am Gerassimow-Institut für Kinematographie in Moskau.
Aufgrund seines biografischen Werdegangs stehen in Schmidts Dokumentationen historische Personen und Schauplätze im Zentrum, die trotz der hohen Emotionalität der Bilder eine Außenansicht auf die Vielfältigkeit des ambivalenten deutsch-russischen Verhältnisses vermitteln wollen.
Auch die dokumentarischen Beschreibungen von Künstlern der frühen sowjetischen Avantgarde bewegen sich auf einem – für heutige öffentlich-rechtliche Dokumentationen – außergewöhnlich künstlerischen Niveau. Seine Recherchen gehen zumeist über das übliche Maß vergleichbarer Dokumentationen hinaus. Beispielsweise benutzt er in seiner Arbeit über die unter Stalin errichtete Schriftstellerkolonie Peredelkino, persönliche Fotodokumente und Briefwechsel seiner Protagonisten und konfrontiert diese mit Ausschnitten stalinistischer Propagandafilme und vermeintlich nebensächlichen, sich teilweise widersprechenden Aussagen von Zeitzeugen. Daneben stellt er plötzlich relevante, äußerst seltene, kritische Beiträge aus dem sowjetischen Staatsfernsehen. Dieses Prinzip der, aus der Peripherie angelegten personellen Inszenierung, scheint ein typisches Stilmittel in Schmidts Dokumentationen zu sein.
Aus dieser weit angelegten Perspektive, die sowohl mit melancholisch anmutenden Bildern, architektonischen Besonderheiten, klassischer Musik als auch mit intimen Einblicken arbeitet, zeichnet er dann das Leben und Werk seiner Akteure auf eine sehr indirekte Art und Weise. Dabei wird der Glanz und das Elend einer im Westen weitestgehend unbekannten Lebensweise russisch-sowjetischer Intellektueller sichtbar und Fragen zur Identität des heutigen Russlands beantwortet, ohne diese explizit zu stellen. Als Regisseur deutscher Herkunft kreiert er damit diese Außenansicht in zweierlei Hinsicht, ohne dabei etwa die Gräuel des Stalinregimes zu relativieren.
Neben dieser Fokussierung auf die Thematik der Russischen Avantgarde drehte Schmidt zahlreiche weitere Dokumentationen. Dabei erstreckt sich das Spektrum von weiteren biografischen Arbeiten beispielsweise über Gottfried Benn und Alexander Solschenizyn, der Dokumentation über Hiroshima, dem historischen Erbe des Konzentrationslagers Auschwitz, Facetten der Biografie Bertolt Brechts bis hin zur Rekonstruktion der Ereignisse des Volksaufstandes in der DDR, am 17. Juni 1953.
Seit der Gründung der Schmidt & Paetzel Fernsehfilme GmbH im Jahre 2003, produziert er seine Filme selbst.
Außerdem engagiert sich Schmidt in der Nachwuchsförderung. Unter anderem nahm er 2006 einen Lehrauftrag an der Europa-Universität Viadrina an.

## Rezeption durch die Filmkritik
Die Filmkritik lobt seine vorsichtige Herangehensweise in den Interviews, die symbolische Bildsprache und seine ungewöhnlichen Erzählstrukturen. Schmidts Betonung einer defensiven und historisch neutralen Perspektive, ist typisch für seine Arbeit. Daneben macht das Verweben von biografischen Details mit geschichtlichen Kontexten seine Filme offenbar zu etwas Besonderem auf dem Terrain dieses Doku-Genres, so dass sie mit zahlreichen Preisen ausgezeichnet wurden.

## Werke (Auswahl)

### Theater
- Verstand schafft Leiden
- Gipfeltreffen: Heiner Müller – Jewgeni Jewtuschenko

### Filme
- Metro, 1987 (Kurzfilm, Regie gemeinsam mit Oleg Morosow)
- Leningrad, November (1989–1990, Spielfilm)
- Isaak Babel – die Revolution, die Juden, der Tod (1992)
- Die Menschen sind wie Wölfe (1993, Spielfilm)
- Hitlers Helfer: Heinrich Himmler. Der Vollstrecker (1996)
- Im Schatten Pasternaks Peredelkino – ein Ort für Schriftsteller (1994)
- Festung Berlin (1995)
- Lolita ist berühmt, nicht ich. Vladimir Nabokov (1996)
- Der aus der Kälte kam (1998, Regie gemeinsam mit Artem Demenok)
- Petrograd, 25. Oktober 1917. Die Russische Revolution und der Aufstieg der Bolschewiki (1999)
- Das Russische Haus. Die Botschaft Unter den Linden (2000, Regie gemeinsam mit Artem Demenok)
- Was war links? (2003, 4-teilige Serie)
- Deutscher Streitfall: Der Historiker Ernst Nolte (2005)
- Rote Arktis. Eroberung des Nordpols 1937 (2009, Regie gemeinsam mit Christian Klemke)
- Jasnaja Poljana, die Russen und Tolstoi (2010)
- Heilige Berge. Die Sacri Monti in Oberitalien (2011)
- Hermann Hesse. Der Weg nach innen (2012)
- Die Partisanen. Krieg hinter der Front (2012, Regie gemeinsam mit Artem Demenok)
- Schätze Brandenburgs (2012)
- Das Fagus-Werk in Alfeld (2012)
- Griff nach der Freiheit – der 17. Juni 1953 (2013, gemeinsam mit Artem Demenok)
- Der Preußische Garten (2014)
- Bilderbuch. Im Sächsischen Brandenburg (2014)
- Bergpark Kassel-Wilhelmshöhe. Das Spiel von Schein und Sein (2014)
- Schlachtfeld Berlin (2015)
- Wo es begann. Am Anfang des Industriezeitalters. Das Derwent Valley, England (2016)
- Schatten des Krieges. Teil 2: Das vergessene Verbrechen (2016)
- Musste Weimar scheitern? (2019)
- Vernichtet – eine Familiengeschichte aus dem Holocaust (2020)

### Artikel
- All die ‚Dus‘ – 68 und ich, in: Robertson-von Trotha, Caroline Y. (Hrsg.): Herausforderung Demokratie. Demokratisch, parlamentarisch, gut? (= Kulturwissenschaft interdisziplinär/Interdisciplinary Studies on Culture and Society, Bd. 6), Baden-Baden 2011

## Auszeichnungen
- Preis der internationalen Filmkritik Oberhausen 1988
- Preis der internationalen Filmkritik Filmfestival Stockholm (1991)
- Bayerischer Fernsehpreis 1995
- Media Net Award 1996
- Preis LiteraVision 1995 und 1999
- Adolf-Grimme-Preis 2007 als Produzent der Dokumentation über Fritz Lang
- Cinarchea Kiel 2008
- Adolf-Grimme-Preis 2017
- Adolf-Grimme-Preis 2021[2]